# Praravinia creaghii
Praravinia creaghii är en måreväxtart som först beskrevs av Henry Nicholas Ridley, och fick sitt nu gällande namn av Cornelis Eliza Bertus Bremekamp. Praravinia creaghii ingår i släktet Praravinia och familjen måreväxter. Inga underarter finns listade i Catalogue of Life.